# كيفان برودهيرست
كيفان برودهيرست (بالإنجليزية: Kevan Broadhurst)‏ (3 يونيو 1959 في المملكة المتحدة - ) هو مدرب كرة قدم ولاعب كرة قدم بريطاني في مركز الدفاع. لعب مع برمنغهام سيتي ونادي والسول.

## وصلات خارجية
- كيفان برودهيرست على موقع قاعدة بيانات كرة القدم.إي يو (الإنجليزية)
- كيفان برودهيرست على موقع Soccerbase.com (مدرب) (الإنجليزية)